# Maestre pie di Sant'Agata
Le Maestre Pie di Sant'Agata sono un istituto religioso femminile di diritto diocesano.

## Storia
La congregazione venne fondata a Genova nel 1820 da Vittoria Giorni (1793-1874), stabilendosi nel quartiere di San Fruttuoso, presso il convento e la chiesa di Sant'Agata, dove le suore sono ancora oggi presenti. Qui è infatti la Casa madre, che comprende anche una scuola ed un pensionato per anziani. Un secondo pensionato è invece situato nel quartiere del Lagaccio.

## Attività e diffusione
Le suore svolgono servizio nella cucina del Seminario Arcivescovile di Genova.
A Roma, in località Infernetto, le Maestre Pie di Sant'Agata gestiscono una casa di riposo per anziane, garantendo anche una collaborazione pastorale nella parrocchia di San Corbiniano.
Dal 1985 portano avanti un servizio missionari in India, nello stato del Madhya Pradesh, dove forniscono servizi infermieristici e di alfabetizzazione, in continuità con gli ideali della fondatrice.